# São Gonçalo do Abaeté
São Gonçalo do Abaeté est une municipalité brésilienne de l'État du Minas Gerais et la microrégion de Paracatu.